# Гуданелеби
Гуданелеби (груз. გუდანელები) — село в Грузии, на территории Тианетского муниципалитета края (мхаре) Мцхета-Мтианети.

## География
Село находится в центральной части Грузии, к югу от реки Адзези (правый приток реки Иори), на расстоянии приблизительно 16 километров (по прямой) к югу от посёлка городского типа Тианети, административного центра муниципалитета. Абсолютная высота — 1040 метров над уровнем моря.

## Население
По результатам официальной переписи населения 2014 года в Гуданелеби проживало 50 человек (28 мужчин и 22 женщины). В национальной структуре населения грузины составляли 100 %.
| Год  | Население, человек |
| ---- | ------------------ |
| 2002 | 61                 |
| 2014 | ↘ 50               |